# Rokh (jeu vidéo)
Pour l'oiseau fabuleux, voir Rokh.
Rokh est un jeu vidéo de survie multijoueur en bac à sable, science-fiction, dont le développement a été annoncé le 10 décembre 2015. Le jeu était à l'origine en cours de développement par la société de jeux indépendante Nvizzio Creations et a été édité par Darewise Entertainment. Nvizzio ne développe plus le jeu en raison d'un contrat caduc. Darewise a déclaré que l'état du jeu n'était pas celui attendu et a exigé de nouveaux développeurs et "médecins de jeu" pour voir le succès. Beaucoup pensent que Nvizzio n'a pas l'expérience de la production de jeux de haute qualité en raison de la presse négative précédente et de la réception des joueurs du jeu Roller Coaster Tycoon World. Le jeu se déroule dans le futur sur la planète Mars et contiendra des éléments d'artisanat et de survie. Le jeu utilise Unreal Engine 4. Le jeu est disponible en accès anticipé le 16 mai 2017.